# سونيك أدفانس 3
سونيك أدفانس 3 (بالإنجليزية: Sonic Advance 3)‏، هي لعبة فيديو منصات تم تطويرها بواسطة سونيك تيم لـ غيم بوي أدفانس في عام 2004. وهي جزء من سلسلة القنفذ سونيك، وتكملة لـ سونيك أدفانس 2. تقوم اللعبة ببطولة الشخصيات سونيك وتيلز وآيمي روز وناكلز وكريم بينما يسعون إلى منع الدكتور إغمان ومساعده الروبوت جيميرل من بناء إمبراطوريات على كل من الأجزاء السبعة التي قسمها إغمان إلى الأرض.
اللعبة عبارة عن لعبة منصات ثنائية الأبعاد سريعة الوتيرة تحدث عبر سبع مناطق، كل منها مقسمة إلى ثلاثة أعمال وقتال رئيس. يسمح للاعب أو لاعبين بالتحكم في أي شخصين من الشخصيات الخمسة؛ كل واحد لديه قدرات مختلفة تسمح للاعبين بالوصول المتنوع إلى أجزاء من المستويات. في حين أن الرسومات ثنائية الأبعاد بشكل أساسي، فإن اللعبة تتميز ببعض تأثيرات الدوران ثلاثية الأبعاد. تم بيعها بسرعة عند إصدارها وتلقى مراجعات إيجابية من النقاد، الذين أشادوا بلعبها وجمالياتها، على الرغم من أنهم كانوا أكثر انقسامًا بشأن ديناميكية الفريق. تم إصدار اللعبة لاحقًا للـ فرتشول كونسول لجهاز الوي يو في اليابان في مايو 2016.

## أسلوب اللعب
على غرار سونيك أدفانس 1 و2، فإن أدفانس 3 هي لعبة منصات ثنائية الأبعاد سريعة الوتيرة. يتحكم اللاعب في واحد من خمسة أحرف في وقت واحد مع الآخر باعتباره الصاحب؛ بالتناوب، ينضم لاعب آخر ويتحكم لاعب واحد في كل شخصية. يركض الشخصان ويقفزان عبر سلسلة من سبعة مستويات، ويدمرون الروبوتات على طول الطريق. يجمع اللاعب الحلقات في المستويات ومعارك الزعماء كشكل من أشكال الصحة: عند تعرضه للضرب من قبل عدو أو عقبة ضارة، ستشتت حلقات اللاعب ويمكن استعادتها. إذا تعرضت الشخصية للضرر أثناء عدم حملها للخواتم، فإنها تفقد الحياة. سيفقد الفريق أيضًا حياة إذا غرقوا تحت الماء، أو سحقهم جسم متحرك، أو سقطوا في حفرة لا قاع لها، أو تجاوزوا حد العشر دقائق. فقدان الحياة سيجعل الفريق يبدأ من جديد من بداية الفعل أو من آخر نقطة تفتيش تم اجتيازها. إذا فقدت كل الأرواح، فإن اللاعب يستلم اللعبة.
تحتوي المستويات على ميزات مثل الحلقات الرأسية والينابيع والقضبان التي يمكن للاعب طحنها. ينقسم كل مستوى إلى ثلاثة أعمال، يتخللها قتال رئيس مع دكتور إغمان في النهاية؛ جميع الأفعال الثلاثة، قتال الرئيس، واثنين من الألعاب الصغيرة التي تمنح اللاعب حياة إضافية مرتبطة بعالم محوري. في كل فصل، يجمع اللاعب مخلوقات تشاو؛ إيجاد 10 من جميع الأعمال الثلاثة في منطقة واحدة يمنح اللاعب إمكانية الوصول إلى مرحلة خاصة، حيث يمكن العثور على جوهرة التشاو. يتيح جمع جواهر التشاو السبعة، والذي يمكن القيام به بعد الانتهاء من الحملة الرئيسية، للاعب محاربة زعيم نهائي إضافي من أجل النهاية الحقيقية للعبة.
يمكن للاعب تحديد أي تبديل مكون من عضوين لشخصياته الخمسة القابلة للعب: القنفذ سونيك، وتيلز، وآيمي روز، والنضناض ناكلز، والأرنبة كريم، بشرط أن تكون الشخصية المرغوبة قد تم إلغاء قفلهما؛ تتوفر فقط سونيك وتيلز في البداية، بينما يجب إنقاذ الثلاثة الآخرين من إغمان على مدار اللعبة. تتمتع كل شخصية بقدرة فريدة: يمكن لـ سونيك تنفيذ هجوم بالدوران في الجو، يمكن لـ تيلز الطيران باستخدام ذيله كمروحة، تستطيع إيمي تحطيم الأعداء بمطرقتها، يمكن للمفاصل الانزلاق طويلاً المسافات وتسلق الجدران، ويمكن أن تطير كريم باستخدام أذنيها كأجنحة وتهاجم الأعداء مع صديقتها تشاو تشيز. يمكن لشخصية اللاعب الثاني أيضًا أن تعطي صلاحيات للأول بالضغط على الزر R؛ على سبيل المثال، الضغط مع الاستمرار على R بينما تيلز هو الصاحب الذي يطلق كلا الحرفين في الهواء. بالإضافة إلى ذلك، فإن الشخصية الثانية ستجمع الحلقات وتدمر الأعداء الذين لم تفعلهم الأولى. خارج اللعبة الرئيسية، هناك وضعان للمعركة من لاعبين إلى أربعة لاعبين، حيث يمكن اختيار أي من الشخصيات: السباق وجمع تشاو.

## الحبكة
قبل أحداث اللعبة، قام دكتور إغمان ببناء مساعد آلي يدعى جيمريل، باستخدام أجزاء من الروبوت إيمرل الذي تم تدميره في سونيك باتل. يحاول إغمان إجراء تجربة باستخدام جواهر التشاوس لأداء تقنية تحكم تشاوس، لكنها تنحرف وتمزق العالم. يفصل هذا الإجراء بين سونيك وتيلز وآيمي وناكلز وكريم، وجميعهم يجدهم إغمان ويلتقطهم، بهدف إنشاء جزء من إمبراطوريته الوشيكة على كل جزء من الكوكب. يسافر سونيك وتيلز عبر المستويات السبعة للعبة لاستعادة أصدقائهم واستعادة الزمردات.
تجري معركة الزعيم الأخيرة في معبد جوهرة ألتار. إذا هزم اللاعب إغمان هناك دون أن يكون لديه كل من جواهر التشاوس السبعة، يهرب إغمان ومساعده ويسقطون من على حافة المعبد. تمت استعادة السلام للعالم، وأوموتشاو يلتقط صورة للأبطال الخمسة. ومع ذلك، تنبه اللعبة اللاعب أنه لا يزال يتعين جمع الزمرد للنهاية الحقيقية. إذا هزم اللاعب إغمان في المعبد مع كل الجواهر، يتوقف جيميرل عن الهروب مع إغمان ويهاجم سونيك، مما يتسبب في تبعثر الزمرد. يستخدمها جيميرل لتأخذ شكلًا عملاقًا على شكل كرة، لكن سونيك تستخدم أيضًا قوتها للوصول إلى شكل سوبر سونيك الخاص به. بمساعدة إغمان، يدمر سوبر سونيك جيميرل. وجد تيلز لاحقًا جثة جيميرل المكسورة على الشاطئ، حيث يصلحها ويعيد برمجتها. تنتهي اللعبة حيث تلعب كريم مع جيميرل غير العدواني الآن في منزل والدتها فانيلا.

## التطوير والإصدار
تم نشر سونيك أدفانس 3 بواسطة سيجا في اليابان وتي إتش كيو في أمريكا الشمالية، بينما شاركت الشركتان في نشر اللعبة في أوروبا. مثل الجزء الأول والثاني، تمت مشاركة تطويره من قبل ديمبس وسونيك تيم حيث كان الأخير يعاني من نقص في الموظفين على دراية بأجهزة غيم بوي أدفانس. يوجي ناكا، رئيس فريق سونيك آنذاك، كان له دور محدود في تطوير الجزء الثالث، وقد تصور ديناميكية الفريق. في حين أن اللعبة ثنائية الأبعاد بشكل أساسي، إلا أنها تتميز ببعض تأثيرات دوران الوضع 7 ثلاثي الأبعاد. أعلنت تي إتش كيو عن اللعبة في بيان صحفي في 11 سبتمبر 2003. تم عرض اللعبة لاحقًا في معرض الإلكترونيات الإستهلاكية 2004.

## التقييم
| التقييم |         |
| --- | ------- |
| الدرجات الإجمالية المجموع نقاط غيم رانكينغز 81.37% [ 10 ] ميتاكريتيك 79/100 [ 11 ] نتائج المراجعة نشرة نقاط 1أب.كوم B [ 12 ] فاميتسو 30/40 [ 13 ] غيم إنفورمر 6.75/10 [ 14 ] غيم برو 3.5/5 [ 15 ] غيم سبوت 8.4/10 [ 16 ] غيم سباي [ 17 ] غيم زون 9/10 [ 18 ] آي جي إن 9/10 [ 19 ] نينتندو باور 3.9/5 [ 20 ] |         |
| الدرجات الإجمالية |         |
| المجموع | نقاط    |
| غيم رانكينغز | 81.37%  |
| ميتاكريتيك | 79/100  |
| نتائج المراجعة |         |
| نشرة | نقاط    |
| 1أب.كوم | B       |
| فاميتسو | 30/40   |
| غيم إنفورمر | 6.75/10 |
| غيم برو | 3.5/5   |
| غيم سبوت | 8.4/10  |
| غيم سباي | [ 17 ]  |
| غيم زون | 9/10    |
| آي جي إن | 9/10    |
| نينتندو باور | 3.9/5   |

تلقت سونيك أدفانس 3 مراجعات إيجابية من النقاد، مع درجات 79٪ و 80٪ من ميتاكريتيك وغيم رانكينغز. أطلق عليها غيم سبوت لقب أفضل لعبة غيم بوي أدفانس في يونيو 2004، ورشحتها لنهاية العام «أفضل لعبة غيم بوي أدفانس» و «أفضل لعبة منصات». فازت لاحقًا بجائزة أفضل لعبة محمولة في العام في حفل توزيع جوائز Golden Joystick لعام 2004  وباعت أكثر من 100000 نسخة في المملكة المتحدة وحدها.
أعطى النقاد آراء مختلطة حول ديناميكية العمل الجماعي. احتفل Nich Maragos من موقع 1أب.كوم بأن سونيك تيم قد «توصل أخيرًا إلى طريقة لتقديم العمل الجماعي والتباين بين الشخصيات التي لا تطغى على طريقة لعب الخبز والزبدة في سونيك.» حدد ماراغوس هذا باعتباره الحاجز الرئيسي بين أدفانس 3 وسونيك هيروز، وهي لعبة وجدها خطية بشكل مدهش في تصميم المستوى معتبراً أنها، على عكس أدفانس 3، كانت ثلاثية الأبعاد. قال كل من Maragos ، و Frank Provo من غيم سبوت، و Craig Harris من آي جي إن، و Lisa Mason من غيم إنفورمر عن تقديرهم للزيادة في إمكانية إعادة اللعب التي جلبها أصدقاء سونيك. ومع ذلك، اعتقد ماسون، بالإضافة إلى المراجع ستاردينغو من غيم برو، أنهم لعبوا كثيرًا مثل سونيك ولم يضيفوا الكثير إلى التجربة. اتخذ داريل فاسار من غيم سباي وجهة نظر مختلفة من النقد: فقد اعترف بوجود قدرات شخصية مختلفة حقًا، لكنه أدرك أن هدفهم الوحيد هو العثور على تشاو، الذي أسماه «بلا فائدة». وأشار ماراغوس إلى أن نظام «خدعة الجو» من أدفانس 2 كان اختياريًا في أدفانس 3، لكنه تحدث بشكل إيجابي عن فائدته في تحديد «المناطق المخفية». جادل هاريس بأن مثل هذه القدرات المتنوعة للفريق ساهمت في «الرخص» في بعض الأحيان في تصميم المستوى، لأن «معظم الشخصيات ليس لديهم أي دفاع على الإطلاق عند القفز من عناصر مثل المنصة».
ومع ذلك، فإن طريقة اللعب لقيت استحسانًا في الغالب. أشاد Vassar بتصميم المستوى: فقد وصف المستويات بأنها "هائلة وسريعة" وأثنى على الأقسام الأبطأ والأصغر من أجل "الحفاظ على المستويات مميزة وإضافة فواصل قصيرة إلى التشغيل المستمر والحلقات." كما أشاد هاريس بـ "الذكي" "تصميم المستوى. ومع ذلك، وجد ماسون أنه "بسيط"، بينما رأى ستاردينغو "التكرار" في الصيغة النموذجية. انتقد ماراغوس الصعوبة ثنائية القطب للرؤساء وبعض قضايا الرقابة البسيطة. مع ذلك، أعرب فاسار عن تقديره لعودة معارك رئيس أدفانس 2 القائمة على الجري إلى المعارك التقليدية. المزيد من المديح من Harris ، على العكس من ذلك، ذهب إلى وضع اللعب الجماعي و- جنبًا إلى جنب مع Stardingo- إلى وجود عالم محوري، والذي اعتقد هاريس وستاردينغو أنه أعطى هيكل اللعبة.
كما تم استقبال جماليات اللعبة بشكل جيد. صرح Provo أنه «من حيث الرسومات والصوت، فإن سونيك أدفانس 3 على قدم المساواة مع أفضل ما قدمته شركات مثل نينتندو وكونامي هذا العام». وقد أثنى على وجه التحديد على الرسوم المتحركة للشخصية، ومحاكاة الأمواج تحت الماء، وتأثيرات الخلفية المتعمقة. أشاد فاسار بـ أدفانس 3 لمواصلة محاكاة أدفانس 1 و 2 لـ «المظهر الملون والزاوي والمنمنم» للعبة القنفذ سونيك الأصلية لـ ميجا درايف، بالإضافة إلى «الألحان المبهجة المتفائلة» فكر ستاردينغو بشكل عام ولكنه انتقد الموضوعات «المبهرجة» لمستوى مملكة الألعاب.

## روابط خارجية
- سونيك أدفانس 3 على موقع IMDb (الإنجليزية)